# محمد گنج‌خانلو
محمد گنج‌خانلو (زاده ۴ ژوئیه ۱۹۹۷) دوچرخه‌سوار ایرانی است. او در ماده استقامت بازی‌های کشورهای اسلامی سال ۱۴۰۱ موفق به کسب مدال طلا شد.
گنج‌خانلو عضو باشگاه سپاهان اصفهان است. او دوره قبلی بازی‌های آسیایی به میزبانی اندونزی، در جایگاه چهارم ماده اومنیوم قرار گرفت.

## ناپدید شدن
گنج‌خانلو در مرداد ۱۴۰۲ پس از شرکت در مسابقات جهانی گلاسکو ناپدید شد. فدراسیون دوچرخه‌سواری ایران گفت محمد گنج‌خانلو شامگاه ۲۱ مرداد در مسابقات جهانی اسکاتلند، با جمع‌آوری وسایل خود و بدون اطلاع فدراسیون، «شبانه هتل را ترک کرده‌است». در حالی که نارضایتی ورزشکاران، فرار از هتل محل اقامت تیم ملی و درخواست پناهندگی، به اتفاقی رایج در ورزش ایران بدل شده، اما او هنوز دربارهٔ دلایل تصمیم خود مبنی‌بر «ترک هتل» محل اقامت ورزشکاران اظهارنظری نکرده‌است.
سخنگوی فدراسیون دوچرخه‌سواری جمهوری اسلامی در مورد گمانه‌زنی‌های پناهندگی این ملی‌پوش دوچرخه‌سواری گفت: «او به عنوان نفر اول برای بازی‌های آسیایی حضورش قطعی شد و شانس مدال در هانگژو را دارد، پس فکر می‌کنم شایعات پناهندگی او منطقی نباشد و فعلاً باید بگوییم این دوچرخه‌سوار گم شده‌است.»
گنج‌خانلو که به دلیل دریافت دیرهنگام روادید و پاسپورتش با ۵ روز تأخیر راهی گلاسکو شده بود دو مسابقه اومنیوم در پیست و استقامت جاده بزرگسال را از دست داد و تنها در تایم تریل انفرادی رقابت کرد. او در تایم تریل انفرادی، بین ۷۸ رکاب‌زن که مسافتی حدود ۴۸ کیلومتر را طی کردند، در جایگاه ۶۶ جهان قرار گرفت. ثبت امتیاز گنج خانلو منجر به افزایش دو برابری امتیازات مسابقات قهرمانی کشور ایران در رنکینگ‌های آسیایی و جهانی خواهد شد به طوری که سال آینده امتیاز نفر اول ایران از ۵۰ به ۱۰۰ امتیاز افزایش یافت.
او یک ماه قبل مدال طلای ماده اومنیوم را در مسابقات قهرمانی آسیا کسب کرد و نفر اول تیم ملی برای حضور در بازیهای آسیایی هانگژو بود.